# Enumeratio Plantarum hucusque Cognitarum Insulae Cypri
Enumeratio Plantarum hucusque Cognitarum Insulae Cypri (abreviado Enum. Pl. Cypr.) es un libro con ilustraciones y descripciones botánicas que fue escrito por el botánico Joseph Alois Poech y publicado en Viena en el año 1842.